# Megachile semicognata
Megachile semicognata är en biart som beskrevs av Cockerell 1937. Megachile semicognata ingår i släktet tapetserarbin, och familjen buksamlarbin. Inga underarter finns listade i Catalogue of Life.